# Yle

Старый логотип компании (использовался до 5 марта 2012 года)

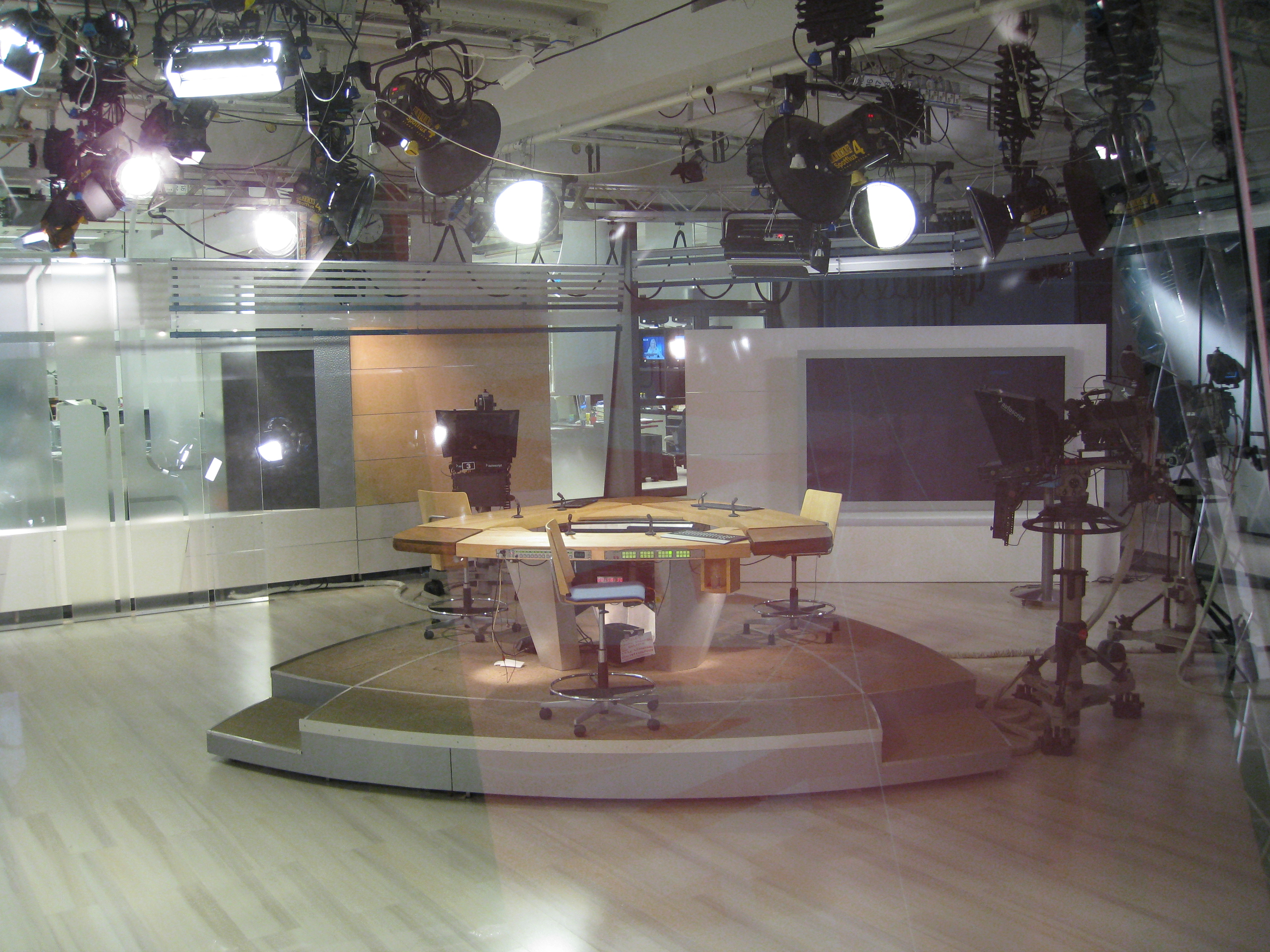
Новостная студия YLE

Yle (официальные названия — фин. Yleisradio Oy, швед. Rundradion Ab) — контролируемое государством частное акционерное общество, осуществляющее теле- и радиовещание в Финляндии и до 1986 года (до начала вещания по программе «Kolmoskanava») обладавшее монополией на него.

## История

### Возникновение (1926—1957)
Компания была основана в Хельсинки 29 мая 1926 года как Suomen Yleisradio (с фин. — «Финское радиовещание»). В том же году Yle запустила радиостанцию. Первая радиопередача была передана 9 сентября 1926 года. Этот день считается днём рождения регулярной вещательной деятельности в Финляндии и в самом Yle. После этого сеть вещания была усовершенствована, и в начале 1930 года число слушателей по количеству полученных разрешений на использование радио достигло 100 тысяч. В 1934 году компания была переименована в Yleisradio. В 1939 году была запущена сеть иноязычных радиоблоков. В 1946 году Yle вышла из IBU и совместно с рядом общественных и государственных радиокомпаний стала учредителем OIRT. В 1950 году совместно с членами IBU и радиокомпаниями, вышедшими из OIRT, стала учредителем EBU, сохранив при этом членство в OIRT.

### Запуск телевидения (1957—1986)
В 1957 году Yle попробовала себя в телевещании, были проведены пробные телеэфиры. Через год регулярные телетрансляции Suomen Televisio (Телевидение Финляндии). В 1963 году радиовещание в Финляндии стало двухпрограммным, был запущен второй радиоканал. Cобственно радиоканал Yle стал называться «Yleisohjelma» («Общая программа»), был запущен канал на шведском языке — «Ruotsinkielinen ohjelma» («Шведско-язычная программа»), через 2 года информационная программа на шведском языке «TV-nytt» («ТВ Новости»). 5 сентября 1965 года в эфир вышел первый выпуск собственных радионовостей Yle (до этого для трансляции использовались новости Информационного агентства STT). В том же году телевидение в Финляндии стало двухпрограммным Yle запустил телеканал «Yle TV-ohjelma 2» («Yle Телевидение Программа 2»), «Suomen Televisio» стал называться «Yle TV-ohjelma 1» («Yle Телевидение Программа 1»). С 1969 года Yle начала транслировать телепередачи в цветном формате PAL. В 1971 году Yle TV-ohjelma 1 и Yle TV-ohjelma 2 стали называться Yle TV 1 и Yle TV 2, в 1985 году «Yleisohjelma», «Rinnakkaisohjelma» и «Ruotsinkielinen ohjelma» — «Yle 1-verkko» («Yle 1-я сеть»), «Yle 2-verkko» («Yle 2-я сеть») и «Ruotsinkielinen verkko» («Шведскоязычная сеть»).

### После отмены монополии (1986—2001)
В том же Yle запустила в Швеции в стандарте PAL телеканал «Finlands TV», в 1997 году заменённый телеканалом «TV Finland» запущенным через спутниковое телевидение. В 1990 году «Yle 1-verkko» стала называться «Yle Radio 1», «Yle 2-verkko» — «Radiomafia», «Ruotsinkielinen verkko» — «Yle Riksradion» («Yle Национальное радио»), была запущена сеть региональных шведоязычных радиостанций «Yle Regionalradion» («Yle Региональное радио»). В 1997 году «Yle Riksradion» было разделено на «Yle Radio Vega» и «Yle X3M», в ряде частей страны где шведоязычного населения было мало до 2005 года выпускалась единая "шведоязычная радиостанция «FSR Mixkanalen», «Regionalradion» стало региональными вставками на «Yle Radio Vega». В 1998 году Radio Finland стал вещать на русском языке. В том же году радиотелевизионные передающие станции были выделены в отдельное акционерное общество «Диджита» (Digita Oy) (в 2003 году часть акций продано французскому телекоммуникационному анонимному обществу «ТДФ», а в 2005 году полностью продано ему). В 1999 году Yle запустил цифровые радиостанции Yle Klassinen и Radio Aino и шведоязычную FSR+.

### Запуск спутниковой платформы (2001—2011)
27 августа 2001 года Yle запустила кабельно-спутниковый образовательный канал Yle Teema, информационный YLE24 и информационно-развлекательный шведоязычный YLE FST (Yle Finlands Svenska Television — «Финляндское шведское телевидение»). В 2002 году прекратилось вещание Radio Finland на английском, немецком и французском языках. В 2003 году Radiomafia была переименована в YleX, Radio Aino была заменена радиостанцией YleQ. В 2005 году была запущена радиостцания Yle Mondo. В 2006 году вещание Radio Finland (к тому времени вещало только на русском языке) и FSR+ было прекращено, 12 февраля YleQ была заменена радиостанцией Yle Puhe, в том же году Yle FST был переименован в YLE FST5. В 2007 году вместе со всем телевидением Финляндии Yle перешло на цифровое вещание. Также у Yle каналов есть единый телетекст. 27 апреля 2007 года YLE24 был заменён телеканалом YLE Extra, 1 января 2008 года Yle Extra был заменён телеканалом YLE TV1+, который 4 августа того же года был закрыт, а его частота перешла частному телеканалу Liv.

### Запуск HD-платформы (с 2011)
2 мая 2011 года Yle в формате 1080i запустила телеканал Yle HD. В 2012 году YLE FST5 был переименован в Yle Fem. В 2013 году компания стала первой в стране, сделав доступными в прямой трансляции в интернете все свои телепрограммы, 1 июля 2013 года TV Finland был закрыт. 28 января 2014 года вещание Yle HD было прекращено, вместо него были запущены каналы Yle TV1 HD и Yle TV2 HD. В конце 2014 года компания осуществила сокращение персонала для обеспечения режима экономии средств.

## Телеканалы и радиостанции

### Общенациональные телеканалы общей тематики
- Yle TV1 (фин.)
  - Yle Uutiset (фин. «Yle Известия»)
- Yle TV2 (фин.)

Доступны через эфирное (цифровое (DVB-T) на ДМВ, ранее — аналоговое (PAL) на ДМВ, Yle TV1 на МВ) (в большинстве населённых пунктов Финляндии на первых двух каналах), кабельное, спутниковое телевидение (в большинстве стран Европы), IPTV, а также через Интернет.

### Международные телеканалы
- TV Finland

Доступен во всём мире через спутниковое телевидение и Интернет.

### Тематические общенациональные телеканалы
- Yle Fem (швед.)
  - TV-nytt
- Yle Teema (фин.)
- Yle Teema & Fem (фин.) (швед.)

Доступны через эфирное (цифровое (DVB-T) на ДМВ) (в большинстве населённых пунктов Финляндии), кабельное, спутниковое телевидение (в большинстве стран Европы), IPTV, а также через Интернет.

### Общенациональные радиостанции общей тематики
- Yle Radio 1 (фин.) — радиоканал широкого профиля
  - Yle Uutiset — информационная программа
- YleX (фин.) — молодёжный радиоканал
- Yle Radio Suomi (фин.) — сеть региональных информационно-развлекательных радиостанций
  - Yle Uutiset — информационная программа
- Yle Puhe (фин.)

Доступны через эфирное радиовещание (аналоговое на УКВ (УКВ CCIR), Yle Radio Suomi ранее на СВ) (в большинстве населённых пунктов Финляндии) и интернет.

### Локальные радиостанции
- Yle Vega (швед.) — радиоканал широкого профиля на шведском языке
  - Yle Nyheter — информационная программа
- Yle X3M (швед.) — молодёжный радиоканал на шведском языке

Доступны через те же источники в регионах имеющих население шведского происхождения.

### Тематические общенациональные радиостанции
- Yle Sámi Radio (сев.-саам.)
- Yle Klassinen (фин.)
- Yle Mondo — поток передач на иностранных языках от иностранных вещателей (BBC, DW, France Medias Monde и др.)

Доступны через Интернет.

### Yleisradio в интернете
- Сайт yle.fi, доступный на финском языке. Есть также страницы на других языках, в том числе «Новости на русском» на русском языке. Русскоязычная страница Новости | Yle Uutiset .

Кроме того, на сайте Yle размещаются материалы на упрощённом финском языке, знакомство с которыми призвано облегчить адаптацию иммигрантов.
- Страница Yle Areena на youtube
- Страница YleX Official на youtube
- Страница Yle Areena в facebook
- Страница YleX на facebook
- Страница Yle Areena в twitter
- Страница YleX в twitter

## Управление и финансирование
Управление
Управляется административным советом (Hallintoneuvosto), избираемым Эдускунтой, и Генеральным директором (Toimitusjohtajat), избираемым Советом директоров.
Структура
- Дирекция медиа
- Дирекция новостей
  - Отдел новостей Yle
  - Отдел спорта Yle
- Дирекция креативного контента
  - Отдел драмы
  - Отдел культуры и развлечений
  - Отдел детских и юношеских программ
- Дирекция шведского Yle[15][16]

Музыкальное производство осуществляет Симфонический оркестр Финского радио.
Финансирование
С 2013 года финансирование компании осуществляется за счет особого налога (50-140 евро в зависимости от уровня доходов), который платят все работающие. До этого времени владельцы телевизоров платили фиксированный сбор в 252 евро на один телевизор. Дети и малообеспеченные граждане освобождены от уплаты налога. В 2013 году оборот компании составил 466,9 миллионов евро, а число штатных сотрудников — 3194 человека (издержки на персонал достигают более половины всех расходов компании).
Языки вещания
Телерадиокомпания вещает, помимо финского, на шведском, английском, саамском, карельском, арабском, сомалийском и русском языках, а также на финском жестовом языке. Со 2 декабря 2013 года начался выпуск теленовостей на саамском языке. С 2008 года компания значительно расширила телевизионный спектр услуг компании за счёт запуска новых программ на русском языке для русскоязычной аудитории страны. Расширились новостные блоки на русском языке. Более того, Тарья Крунберг, представительница партии Зелёный союз, занимавшая в тот период пост министра труда Финляндии, подчеркнула, что необходимость в расширения спектра услуг на русском назрела давно и количество потенциальных пользователей оценивается в 45—50 тысяч человек. В апреле 2012 года было объявлено о начале вещания с 2013 года по телеканалу Yle TV1 новостей на русском языке. Русскоязычные новости YLE стали выходить в эфир С 13 мая 2013 года. В 2024 году YLE объявила о начале вещания новостей на арабском и сомалийском языках.
Членство
Является членом Европейского вещательного союза и акционером-учредителем Euronews.

### Радио
- Radio Peili, Real Audio, 22 kBit/s
- Radio Peili, Media Player, 32 kBit/s
- Multifoorumi, Real Audio, 21 kBit/s
- Multifoorumi, Media Player, 48 kBit/s
- YLE Arkki, Real Audio, 22 kBit/s (недоступная ссылка)
- YLE Arkki, Media Player, 32 kBit/s
- Русскоязычные теленовости в Финляндии

### Прямые интернет-трансляции
- YLE24
- Последний выпуск новостей (на финском)
- YLE по-шведски